# 13487 Novosyadlyj
13487 Novosyadlyj eller 1981 VN är en asteroid i huvudbältet som upptäcktes den 2 november 1981 av den amerikanske astronomen Brian A. Skiff vid Anderson Mesa Station. Den är uppkallad efter astronomen Bodhan S. Novosyadlyj.
Asteroiden har en diameter på ungefär 9 kilometer och den tillhör asteroidgruppen Maria.